# 莫薩赫河 (阿特爾河支流)
47°58′17″N 12°01′37″E / 47.971321°N 12.026979°E

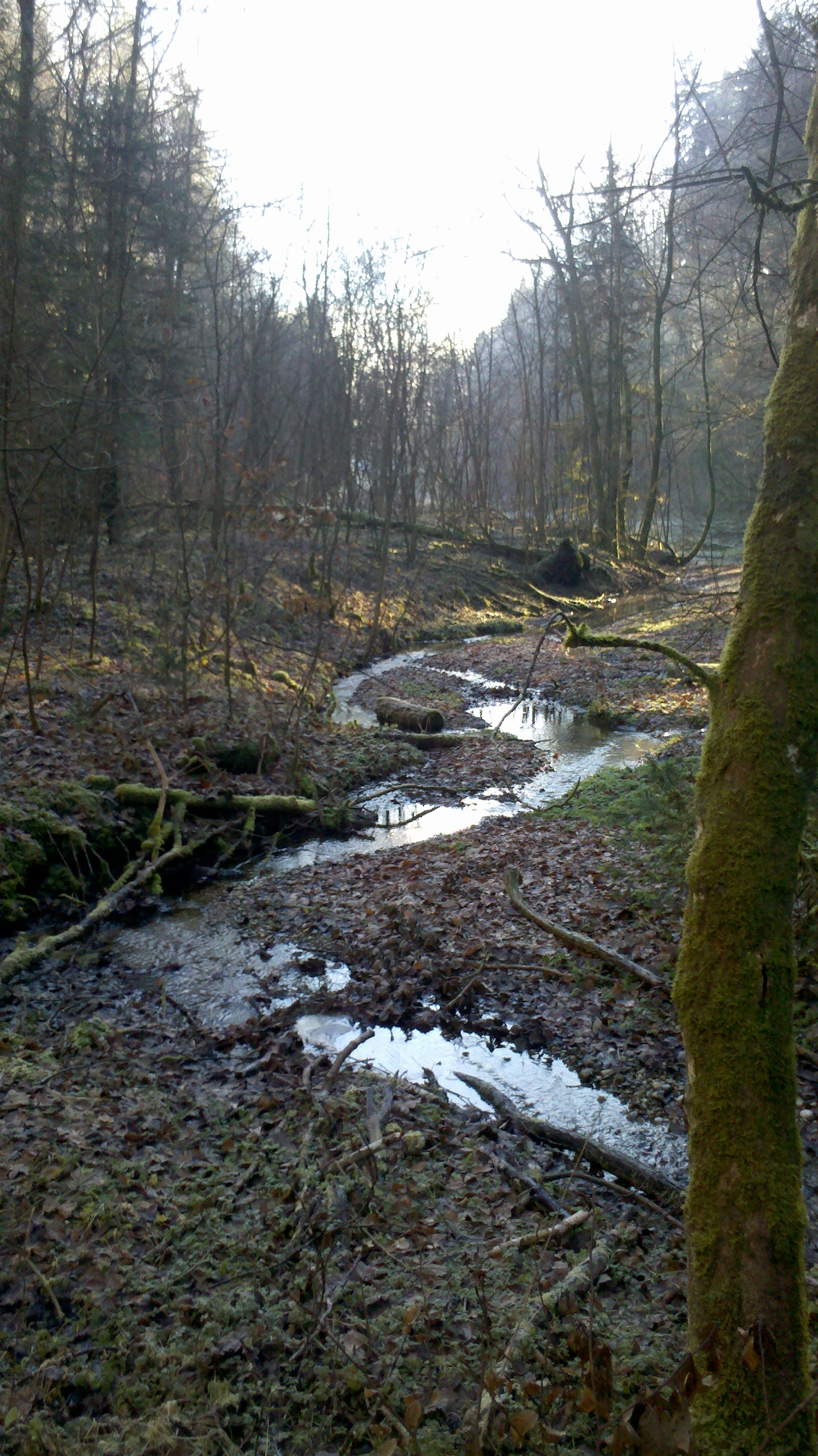

莫薩赫河（德語：Moosach），是德國的河流，位於該國東南部，由巴伐利亞負責管轄，屬於阿特爾河的支流，河道全長24.2公里，流域面積76.5平方公里，發源自基策爾湖。